# Allothele malawi
Espèce
Allothele malawi est une espèce d'araignées mygalomorphes de la famille des Euagridae.

## Distribution
Cette espèce se rencontre au Malawi et en Afrique du Sud au Mpumalanga,.

## Description
La carapace du mâle holotype mesure 3,8 mm de long sur 3,2 mm.

## Étymologie
Son nom d'espèce lui a été donné en référence au lieu de sa découverte, le Malawi.

## Publication originale
- Coyle, 1984 : A revision of the African mygalomorph spider genus Allothele (Araneae, Dipluridae). American Museum Novitates, no 2794, p. 1-20 (texte intégral).